# Макглинн, Эйлин
Э́йлин Макгли́нн (англ. Aileen McGlynn; род. 22 июня 1973, Глазго) ― британская велосипедистка-паралимпиец. Трёхкратная чемпионка Паралимпийских игр. Четырёхкратная чемпионка мира.

## Биография
Родилась 22 июня 1973 года в городе Пейсли, Шотландия, Великобритания.
Макглинн и её зрячий ведущий Хантер побили мировой рекорд на тандеме среди женщин на дистанции 200 метров в апреле 2004 года.
На Паралимпиаде в Афинах 2004 года она стала чемпионкой в дисциплине Кило (B&VI).
На 2006 чемпионате IPC велотрека мира в Эйгле (Швейцария), тандем Макглинн завоевала золото в Tamdem Кило (VI), установив мировой рекорд 1:10.795 в процессе и выиграть Радугу Джерси, они на 17 место среди 33 мужчин конкурентов[что?].
Макглинн и Хантер, тренируемые Барни Стори, снова побили мировой рекорд на чемпионате мира по велоспорту на треке в Манчестере со временем 1:10.381, но, несмотря на это, не смогли подняться на подиум.
Тандем представлял Великобританию на Летних Паралимпийских играх 2008 года в Пекине, выиграв дважды золотые медали.
Уже будучи членом Ордена Британской империи (MBE), Макглинн была награждена орденом Британской империи (OBE) в новогодних почестях 2009 года. В 2009 году Университет Стратклайда назвал её выпускницей года. В 2008 году она заняла второе место в рейтинге «Женщина года-спортсменка» по версии Evening Times.
Макглинн выиграла свою первую серебряную медаль на Играх Содружества 2014 года, участвуя в спринте вместе с Луизой Хастон. Пара потерпела поражение в финале от английского дуэта Скотта и Софи Торнхилл.
Макглинн выиграла свою вторую серебряную медаль на Играх Содружества 2014 года в Кило.
На Паралимпийских играх в Токио Макглинн завоевала серебряную медаль в дисциплине Кило (B).